# Watton (Yorkshire de l'Est)
Watton est une paroisse civile et un village du Yorkshire de l'Est, en Angleterre.